# Megatron F1
 Megatron  va ser un constructor de motors de competició que va arribar a disputar curses a la Fórmula 1 utilitzant tecnologia BMW.

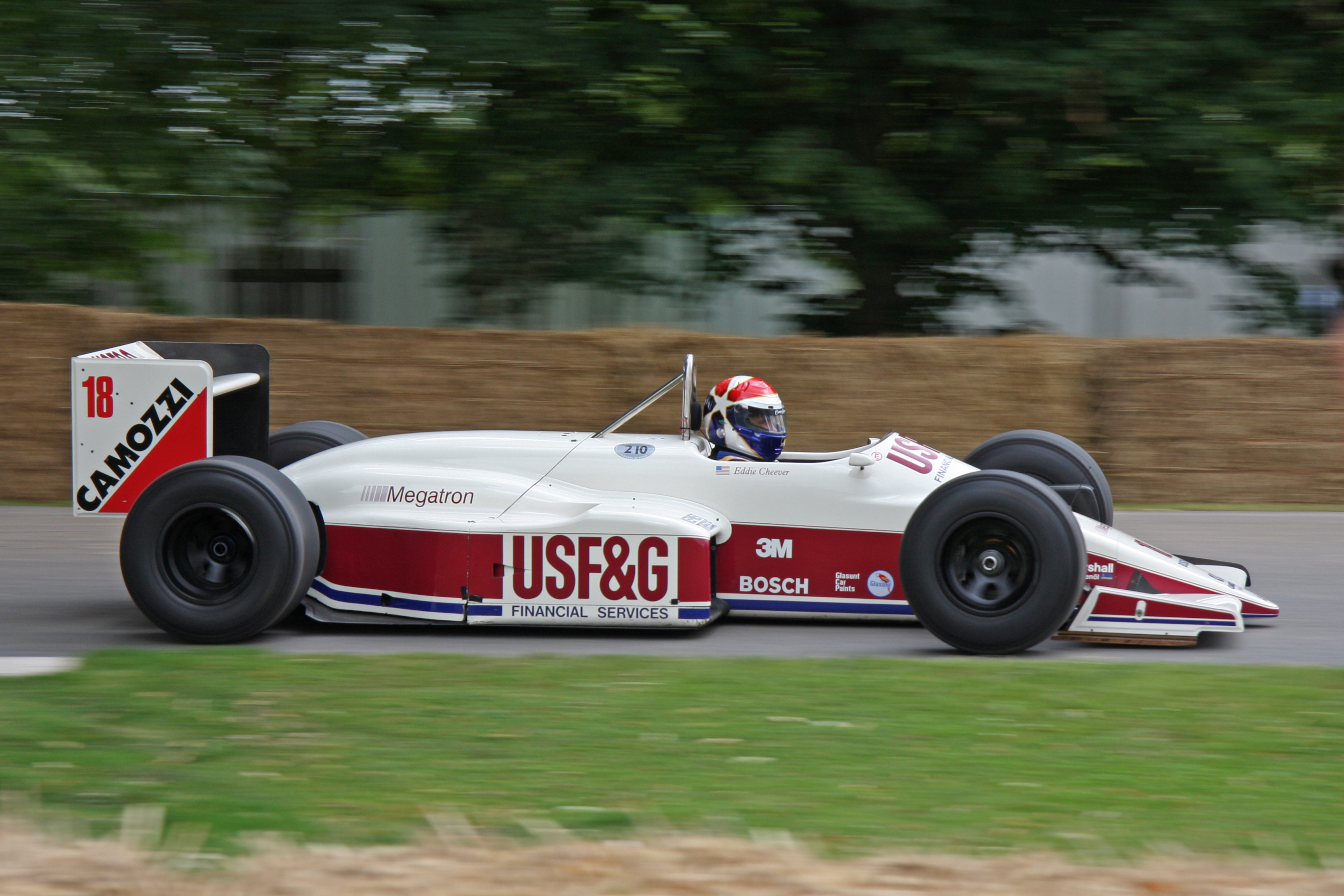
Eddie Cheever amb el Megatron

L'equip va ser fundat per John J. Smith l'any 1987 amb el suport de Arrows i USF&G com a sponsor principal.
Va debutar a la F1 el 12 d'abril del 1987 al GP de Brasil, disputant setanta-quatre curses entre les temporades 1987 i 1988.
L'equip va prendre part en un total de trenta-dues curses, aconseguint una tercera posició com millor classificació en una cursa i assolint vint-i-quatre punts pel campionat del món de constructors.

## Resum
| Curses: | Victòries: | Pòdiums: | Poles: | Voltes ràpides: | Punts: |
| ------- | ---------- | -------- | ------ | --------------- | ------ |
| 32      | 0          | 1        | 0      | 0               | 24     |